# 葉洛沃耶湖

54°59′46.78″N 60°19′9.86″E / 54.9963278°N 60.3194056°E
葉洛沃耶湖（俄语：Еловое озеро），是俄羅斯的湖泊，位於該國西南部車里雅賓斯克州，由切巴爾庫爾區負責管轄，長2.2公里、寬1.9公里，面積3.12平方公里，海拔高度322.5米，湖岸線長度9.8公里，平均水深8米，最大水深13.5米。